# 照来カルデラ

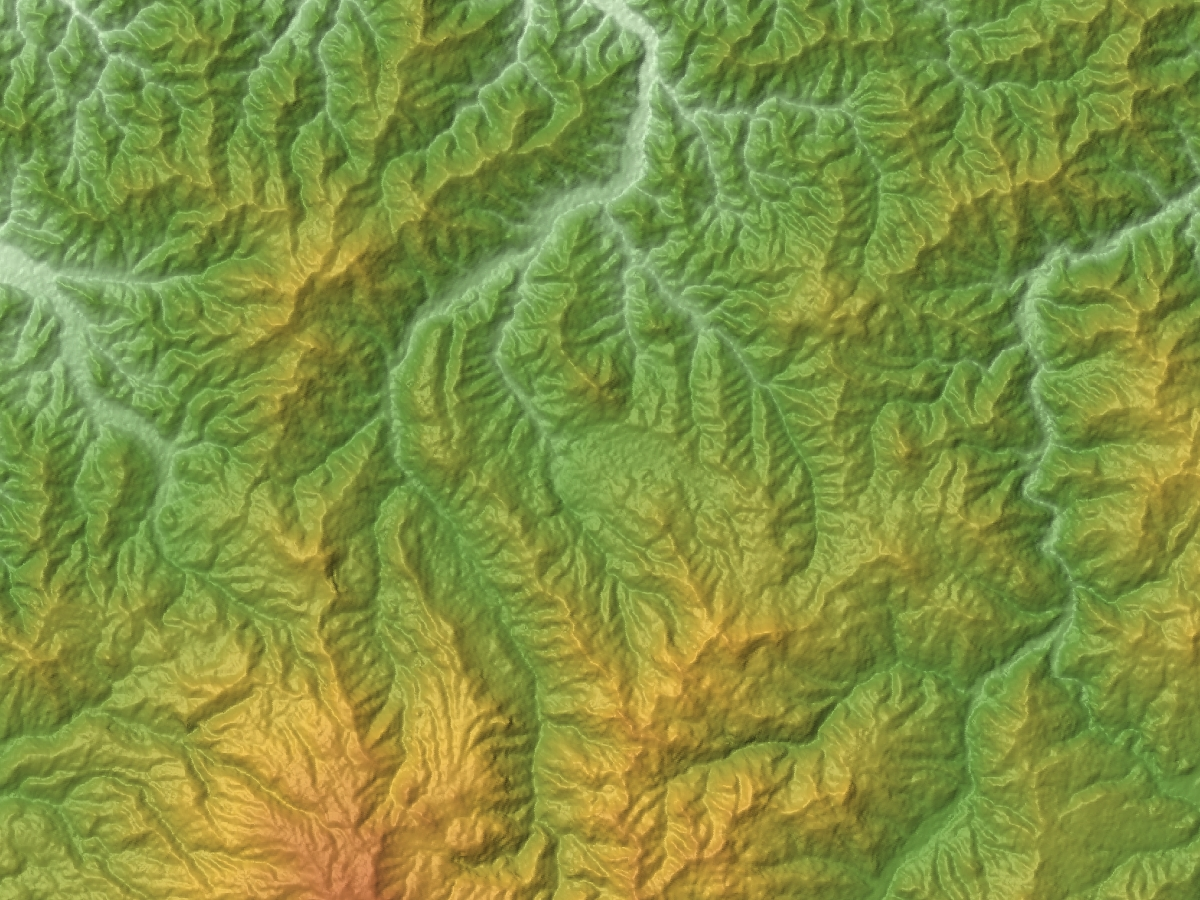
照来カルデラ地形図

照来カルデラ（てらぎカルデラ）とは、兵庫県美方郡新温泉町(旧温泉町)の照来地区(旧照来村)にあるカルデラである。カルデラに堆積した地層が地滑りを起こして緩斜面を形成し、棚田として利用されている。